# Ekatarina Velika
«Ekatarina Velika» (укр. Катерина Велика; скорочено EKV) рок-гурт із Белграда, один із найвпливовіших і найуспішніших гуртів Югославії, чия популярність припала на останнє десятиріччя існування СФРЮ. Гурт припинив своє існування після смерті фронтмена Мілана Младеновича, у 1994 році.
Основа гурту складалася зі співака та гітариста Мілана Младеновича, клавішниці Маргити «Маги» Стефанович та басиста Бояна Печара. Інші музиканти не були постійними членами колективу і час від часу змінювали одне одного.

## Початок
«Ekatarina Velika» була утворена у лютому 1982 після розпаду одного з найвпливовіших New Wave-колективів Югославії, белградського гурту «Шарло акробата» (Šarlo akrobata), Головні творчі одиниці колективу гітарист Мілан Младенович і басист Душан Коїч Коя мали різні погляди на розвиток подальшого творчого процесу, тому гурт невдовзі припинив своє існування. Коя сформував гурт Дисциплина кичме, а Мілан тим часом зібрав інший гурт, який отримав назву Katarina II. До складу нового гурту ввійшли гітарист Драгомир Михайлович, басист Зоран Радомирович Сваба та ударник Душан Деянович. Свою назву гурт отримав на честь колишньої дівчини Михайловича, яку звали Катаріна, і до якої він відчував нерозділене почуття.
Такий склад протримався недовго — вже у листопаді Радомирович та Деянович вирішили залишити гурт, задля того, щоб спробувати свої сили в інших белградських колективах.
Манго Кустрін став новим ударником гурту. Після перших репетицій було вирішено задля різноманітності у звучанні групи додати клавішних. Колектив вирішив додати до складу клавішницю Маргіту Стефанович, яка мала класичну музичну освіту.
Кустрін у складі колективу пробув лише місяць. Іван "Вд" Вдович (старий знайомий Мілана з Šarlo Akrobata) замінив його на початку 1983. Десь у той час у складі з'явився Боян Печар.
Після змін у складі, п'ятірка — Мілан, Боян, Маргіта, Гагі та Вд починають приділяти більше часу праці над матеріалом до дебютного альбому.

## 1980-ті

### Katarina II
Навесні 1983 гурт узяв участь у загребському бієнале, де отримав позитивні відгуки. Невдовзі був записаний матеріал до їхнього першого альбому, у записі брав участь актор Святослав Лесич. Робота над альбомом велась у студії 'Druga maca', яка належала Енко Лесичу, якого Мілан знав, ще коли був у складі Šarlo Akrobata.

На нещастя, через низку причин, більшість з яких пов'язана з поганим технічним обладнанням студії, записаний матеріал був непридатним для релізу, і група була змушена його перезаписати. Вони зробили це наступного року в студії RTV Ljubljana. Директором тієї студії був Срджан Мар'янович, який і зробив пропозицію колективу.

Обкладинка першого альбому

Однойменний дебютник побачив світ у 1984 році. Більшість лірики була написана Младеновичем, окрім пісень «Vrt» (Сад) і «Platforme» (Платформи) — які були написані Михайловичем: «Kad krenem ka…»(Коли я йду) — текст якої написала Маргита Стефанович: та «Treba da se čisti»(Повинні бути чистими) текст був написаний всією групою.
Невдовзі після виходу альбому група знов зазнала великих змін. Як і у попередніх гуртах, Младенович та Михайлович не могли між собою ладити. Крім того, у Михайловича виникли проблеми із законом і він навіть потрапив до в'язниці. Вийшовши, він був поінформований колегами по групі, що він більше не є членом Катаріни II. Але це був ще не кінець. Михайлович закріпив за собою всі права на назву «Катарина II», через що музиканти були змушені шукати собі нове ім'я. Члени гурту зупинились на — «Екатарині Великій» (Ekatarina Velika), або скорочено — EKV.
На додаток, через проблеми пов'язані з вживанням наркотиків, гурт покинув ударник Vd. На заміну йому прийшов Іван «Фірчі» Феце.

### Ekatarina Velika
У зв'язку з активними гастролями по всій СФРЮ, з частими зупинками у Любляні, Белграді та Загребі, популярність команди поступово зростала.

Обкладинка однойменного альбому

У 1985, EKV випустила свій другий студійний альбом — «Ekatarina Velika», записаний Міланом, Маргітою, Бояном та Феце у загребській «SIM studio». Продюсером був Владимир Смолец. Новий матеріал представив певну зміну у звуку — значно швидкі та енергійні ритми в порівнянні з дебютним альбомом. З усім тим ця робота зберегла "товарний" знак гурту: тонку музику в поєднанні з метафоричною та інтроспективною лірикою Творчі амбіції колективу також були показані на обкладинці альбому, де учасники гурту  були розфарбовані як індіанці.
На альбом увійшли такі хіти, як «Oči boje meda»(Очі медового кольору), «Tattoo» та «Modro i zeleno» (Синьо і зелено). 22 березня 1985 гурт вперше грав поза межами Югославії, на фестивалі «Дні культури» у Турині, Італія. Інший пам'ятний виступ відбувся у Загребі, як частина фестивалю «Боље вас нашли» — досить популярного для тих часів, белградсько-загребського обміну гуртами.
Наприкінці 1985 Феце змушений був піти служити до армії. Його змінив Іван «Рака» Ранкович.

### S' vetrom uz lice
У 1986 році вийшов третій студійний реліз EKV — «S' vetrom uz lice» (Проти вітру), який став проривом і перетворив гурт на справжніх зірок. Продюсуванням займалися Мілан, Магі та Драган Чачинович. Під час праці у студії використовувались драм-машини та 8-бітний семплер E-MU Emulator II, тому звучання альбому більш відшліфоване. Серед пісень треба відмітити «Budi sam na ulici»(Буду сам на вулиці), «Kao da je bio nekad»(Як то колись було), «Ti si sav moj bol» і «Novac u rukama» (Гроші в руках) Критики ж відмітили надмірну доступність альбому, переважно легкі й попсові мелодії та нехитрі аранжування пісень. 

S' vetrom uz lice

Гурт активно гастролює по всій СФРЮ. Саме завдяки «S' vetrom uz lice», гурт стає одним з лідерів концертного руху Югославії, жоден музичний захід другої половини 80-х не відбувався без участі EKV. 2 листопада 1986 у загребському клубі Kulusic club, був записаний живий альбом гурту, який з'явиться на початку 1987, як «19LIVE!86». Гурт повернувся додому до Белграду, де тріумфально завершив своє турне шістьма аншлаговими виступами у Молодіжному центру.
Весною того ж року, Івана Ранковича змінив Срджан Тодорович.

### Ljubav

Ljubav

Після чергової зміни у складі, група записала і, у другій половині 1987 року, випустила платівку Љубав (Любов), який вважається найкращим альбомом EKV, а також одним з найкращих рок-релізів Югославії. Перед релізом платівки був виданий промо-сингл «Zemlja» / «Prvi i Posledni Dan». Сам альбом відмітив зміну у звуку гурту, який став більше гітарно-орієнтованим. Ця зміна пов'язана з появою нового саунд-продюсера — Теодора Янні. Фани також високо оцінили стильну обкладинку платівки, яку зробили Маргіта Стефанович та художник Вук Відор. Хітами на цій платівці стали «Zemlja» (Земля), «Pored mene» (Поруч зі мною), «Ljubav» (Любов), «7 dana» (7 днів) і «Ljudi iz gradova» (Люди з міст) На платівці також є зразок депресивної лірики Мілана — пісня «Tonemo»
Гурт підтвердив свій зоряний статус двома аншлаговими виступами на спортивній арені «Pionir» у Белграді. Нове турне почалося на початку 1988 року, і EKV заручившись підтримкою досвідчених музикантів Тані Йовичевич і Дзвінко Дукача, які допомагали їм на концертах. Тим часом Феце повернувся з армії, і незабаром приєднався до групи в турі, замінивши Срджана Тодоровича, але тільки на декілька місяців, пізніше, в травні 1988 року, він поїхав до Нью-Йорку. Після цього, Тодорович знов прийшов у гурт.

### Samo par godina za nas
В 1989 році гурт випустив платівку «Samo par godina za nas» (Лиш кілька років для нас).

Samo par godina za nas

Критика розглядала цей альбом, як наступник попереднього, концептуального альбому «Ljubav». Однак, на відміну від більшості швидких темпів, у поєднанні з легкою меланхолією звуку альбому «Ljubav», «Само пар година за нас» має значно повільніші темпи та похмурі мелодії, які разом несуть передчуття нової політичної та соціальної трагедії, яка вплине на Югославію початку 90-х - громадянська війна, санкції та в загальному, руйнування світу і суспільства, де члени гурту виросли й жили.
Найбільш хітові речі альбому — «Krug», «Srce»(Серце) й «Par godina za nas» (Кілька років для нас).
У листопаді 2006 року, слухачами белградського радіо B92, пісня «Par godina za nas», була визнана найкращою піснею Югославії всіх часів.. Мілан Младеновіч у своєму інтерв'ю для передачі РТС ТВБ «ТВ Постер» у 1992 році сказав, що вважає пісню «Par godina za nas», найкращою піснею EKV.

## 1990-ті

### Dum dum
Після останніх концертів на підтримку «Samo par godina za nas», один з постійних членів колективу, бас-гітарист Боян, переїхав до Лондона. Невдовзі після цього Срджан теж залишив колектив, для того, щоб приділити більше часу своїй акторській кар'єрі.
Після низки прослуховувань, Мілан та Магі залишили свій вибір на басисті Драгіші Ускоковичу та молодому барабаннику Марко Мілівоєвичу. Разом цей склад випустив «Дум дум» (Bang Bang), напевно, найпохмуріший альбом EKV. Нервовий настрій та відчуття приреченості цієї платівки, відображає загальну атмосферу в Югославії, яка в той час розвалювалась і повільно наближалась до громадянської війни.

Обкладинка альбому Dum dum 1991 року

Влітку 1991 року у Сараєво проходили численні антивоєнні акції — мітинги, концерти та демонстрації. На одному з таких концертів, перед 50-тисячним натовпом, який зібрався на Олімпійському стадіоні, виступили EKV.
Навесні 1992 року, Мілан війшов у склад супергурту «Rimtutituki», яка складалася з лідерів югославського рок-руху. Колектив брав дуже активну участь в антивоєнних демонстраціях та акціях спрямованих проти насильницького призову до ЮНА, які проходили у Белграді впродовж 1992 року.
Ця формація записала і випустила лише один сингл «Slušaj 'Vamo» який був виданий на «PGP RTB» та який роздавався на демонстраціях і мітингах. На пісню був знятий
бюджетний кліп, у якому можна побачити роз'їжджаючи вулицями Белграду платформу, на якій виступали музиканти.

### Neko nas posmatra

Neko nas posmatra

В 1993 році, той самий склад записав новий, альбом, який отримав назву «Neko nas posmatra» (Хтось дивиться на нас), який відрізнявся від попередника більш м'яким та спокійним звуком, і більш оптимістичною та позитивною лірикою. Це єдиний альбом EKV, який містить кавер на пісню іншого югославського гурта «Time» — «Istina mašina» (Справжня машина). Серед пісень слід відмітити «Zajedno» (Разом), «Jadransko more» (Адріатичне море) та «Ponos» (Гордість).
Через своє просте музичне аранжування та лірику, альбом, на той час отримав славу найслабкішого студійного запису EKV. Але, через деякий час, погляди на цю платівку змінились і вона отримала вищу оцінку.

### Кінець
Першу половину 1994 року гурт не був активним. Через війни в колишніх республіках Югославії та економічні санкції кількість концертів впала майже втричі. Вільний час, який з'явився, музиканти витрачали переважно на співпрацю з іншими музикантами.
Мілан був у Бразилії де він працював над проєктом Angel's Breath (Дихання Янгола).Гурт почав давати концерти після того, як він повернувся до Югославії. У планах команди була робота над новим альбомом який мав назву «Ponovo zajedno» (Знову разом), але через проблеми зі здоров'ям фронтмена, ця ідея була відкладена на полку.
24 серпня 1994 EKV відіграли, як з'ясується пізніше, свій останній концерт. Це був виступ на фестивалі Pjesma Mediterana (Пісня Середземного моря) у чорногорському місті Будва. Вже наступного дня Мілану стало зле, і його забрали до лікарні. Трохи згодом йому поставили діагноз — рак підшлункової залози.
Через декілька місяців, 5 листопада, 1994 року, Мілан Младенович помер у Белграді, у віці 36 років. EKV припинила своє існування.
Боян Печар помер 31 жовтня 1998 у Лондоні, через серцевий напад.
Маргіта Стефанович померла 18 вересня, 2002 року у Белграді. Причину смерті ніколи не оголошували, але певні джерела говорять про те, що вона, швидше за все, померла від наслідків тривалого часу вживання наркотиків. Їй було 43.
Інші члени EKV, яких вже нема на світі — це Іван Вдович (помер у 1992) та Душан Деянович (помер 16 листопада 2000 року, через СНІД).

## Вплив на культуру та спадщина
Безумовно, гурт «Ekatarina Velika», помітно вплинув не тільки на рок-рух, але й на загальну музичну культуру країн колишньої Югославії. EKV розширили ту базу, яка існувала до них — і вивели її на якісно новий рівень.Творчість гурту продовжує залишатися взірцем для багатьох молодих колективів.
Протягом наступних років, багато нових, молодих колективів наслідували їм (у першу чергу музично). Одними з таких став гурт Ван Гог - один з найуспішніших югославських/сербських рок-гуртів 90-х років.
Разом з тим, пісні EKV мають сильну лірику та неповторну манеру співа Младеновича, які копіювати дуже складно.

## Дискографія

### Студійні альбоми
- 1984  Katarina II
- 1985  Ekatarina Velika
- 1986 S' vetrom uz lice
- 1987  Ljubav
- 1989 Samo par godina za nas
- 1991 Dum dum
- 1993 Neko nas posmatra

### Концертні альбоми
- 1987 19LIVE86
- 1997 Live 88
- 2001 Kao u snu — EKV Live 1991 (album)|Kao u snu — EKV Live 1991 (Like in a Dream — EKV Live 1991)

### Компіляції
- 1997 Kao Nada, Kao Govor, Kao More…[2]
- 2007 EKV Revisited

### Триб'юти
- 2003 Kao da je bilo nekad
- 2003 Jako dobar tattoo — Tribute to EKV